# 샤관구
샤관구(한국어: 하관구, 중국어: 下关区, 병음: Xiàguān Qū)는 중화 인민 공화국 장쑤성 난징시의 행정구역이다. 넓이는 29km2이고, 인구는 2007년 기준으로 300,000명이다.

## 행정 구역
6개 가도를 관할한다.
- 가도: 阅江楼街道, 热河南路街道, 幕府山街道, 建宁路街道, 宝塔桥街道, 小市街道.